# 雜色鰜鮃
雜色鰜鮃為輻鰭魚綱鰈形目鰈亞目鮃科的其中一種，為熱帶海水魚，分布於西太平洋區，包括菲律賓、南中國海、澳洲西部海域，棲息深度62-136公尺，體長可達9.2公分，棲息在底層水域，以底棲生物為食，生活習性不明。